# Ein Bericht über alle die Raubzüge, erfolgreichen Ausbruchsversuche &c. des John Sheppard
Ein Bericht über alle die Raubzüge, erfolgreichen Ausbruchsversuche &c. des John Sheppard (Originaltitel: A narrative of all the robberies, escapes, &c. of John Sheppard) ist eine am 15. November 1724 erschienene Rede, die Daniel Defoe dem unmittelbar darauf hingerichteten Verbrecher Jack „John“ Sheppard in den Mund legt. Die erste Übersetzung ins Deutsche erfolgte durch Gertrud Baruch und wurde 1968 in Hanser-Verlag veröffentlicht.

## Kurzbeschreibung
Der Kriminelle John Sheppard berichtet unmittelbar vor seiner Hinrichtung über einige seiner Verbrechen und insbesondere über seinen letzten Ausbruch aus dem Newgate-Gefängnis.

## Inhalt
In Ein Bericht über alle die Raubzüge, erfolgreichen Ausbruchsversuche &c. des John Sheppard stellt der Ich-Erzähler angeblich andere „Flugschriften, Abhandlungen und Bilder“ richtig, „die meine Vergangenheit falsch darstellen“. Folglich ist der Bericht bei der Schilderung einiger Vergehen Sheppards detaillierter als Defoes Die Geschichte von dem denkwürdigen Leben des John Sheppard und korrigiert beispielsweise den durch die Geschichte entstehenden Eindruck, Sheppards Befreiung seiner Geliebten Elizabeth Lynn sei sein erstes aktenkundiges Vergehen: Bevor Sheppard Elizabeth, wie in der Geschichte geschildert, aus der Polizeiwache von St. Giles befreite, habe jene ihm bei der Flucht aus dem Revier von St. Anne geholfen, indem sie eine Hellebardenspitze hineinschmuggelte, aber bevor Sheppard „verschwinden konnte, wurde ich entdeckt. Daraufhin legte man mir Handschellen und Ketten an und warf mich in den Kerker. Das war das erste Mal, daß ich in Eisen gelegt wurde.“ Schwerpunkt von Ein Bericht über alle die Raubzüge, erfolgreichen Ausbruchsversuche &c. des John Sheppard ist Sheppards letzter Ausbruch vor seiner Hinrichtung: „Da mein Ausbruch aus der Schwerverbrecherzelle von Newgate, dem sogenannten ’Castle‘, in der Öffentlichkeit mehr Aufsehen erregt hat als meine sämtlichen anderen Unternehmungen“, schildert der Ich-Erzähler „jede Einzelheit, an die ich mich erinnern kann“.

## Textanalyse
Ein Bericht über alle die Raubzüge, erfolgreichen Ausbruchsversuche &c. des John Sheppard ist ein in Ich-Form verfasster Brief, von dem auf dem Titelblatt behauptet wird, er sei „von Sheppard selbst während seiner Gefangenschaft in der Middle-Stone-Zelle abgefaßt“. Orte der Handlung sind London und Umgebung. Die erzählte Zeit erstreckt sich von der Geburt Sheppards 1702 bis zum November 1724.
In Beziehung zu Defoes Die Geschichte von dem denkwürdigen Leben des John Sheppard, auf die als einzige der „Flugschriften, Abhandlungen und Bilder […], die meine Vergangenheit falsch darstellen“ ausdrücklich Bezug genommen wird, besitzt Ein Bericht über alle die Raubzüge, erfolgreichen Ausbruchsversuche &c. des John Sheppard den Charakter eines Supplements und Addendums.

## Figuren (Auswahl)
Hauptfigur von Ein Bericht über alle die Raubzüge, erfolgreichen Ausbruchsversuche &c. des John Sheppard ist die Titelfigur. Zwei der Nebenfiguren, die auch in Defoes Die Geschichte von dem denkwürdigen Leben des John Sheppard auftauchen, werden im Bericht ausführlicher beschrieben:
- Elizabeth Lynn, genannt Edgworth Bess: Der Ich-Erzähler schildert unter anderem, wie er in einer frühen Phase ihrer Beziehung eine dünne Latte nach Elizabeth schleuderte, als sie sich mit ihrem Ehemann, einem Soldaten, stritt.[7] Außerdem beschreibt der Ich-Erzähler seine Geliebte wie folgt: „Eine verkommenere, falschere und geilere Person existiert in ganz England nicht. Sie hat mich ins Verderben gestürzt. Möge Gott ihr vergeben. Ich hab’s getan und ich sterbe versöhnt mit der ganzen Menschheit.“[8]
- Joseph Blake, genannt Blueskin: Für Sheppard war er „ein nutzloser Kompagnon und ein schlechter Dieb“, obgleich Blueskin „eine viel längere Laufbahn als Verbrecher hinter sich“ hatte als Sheppard.[8] Der Grund für Blueskins Versagen: „Obwohl er ein kräftiger Mensch und zu jedem Verbrechen, sogar zum Mord, fähig war, besaß er nie den für unsere Unternehmungen erforderlichen Mut und die notwendige Kaltblütigkeit. […] Es fehlte ihm immer dann an Entschlußkraft, wenn sie nach Lage der Dinge am nötigsten war.“[8]

## Themen
Themen von Ein Bericht über alle die Raubzüge, erfolgreichen Ausbruchsversuche &c. des John Sheppard sind, wie schon in Defoes Die Geschichte von dem denkwürdigen Leben des John Sheppard neben den Verbrechen Sheppards vor allem dessen erstaunliche Entfesselungs- und Fluchtkünste. Ein Schwerpunkt des Berichts liegt aber darauf, wie Sheppard nach seiner letzten Flucht im eigenen Ruhm badet: Er isst Kalbsbraten in einem Kellerlokal, und „ein Dutzend Gäste unterhielt sich über Sheppard“, er kehrt in ein anderes Wirtshaus ein, und mit „der Wirtin unterhielt ich mich lange über Sheppard“, er mischt sich auf dem Haymarket in die Menge und ergötzt sich an zwei Bänkelsängern: „Ihr Thema war Sheppard, und es machte den Leuten großen Spaß.“ Statt, wie er seiner Mutter bei einem Treffen verspricht, „so rasch wie möglich das Land zu verlassen“, bleibt er vor Ort, zecht und trifft Bekannte: „Schließlich war ich von den vielen verschiedenen alkoholischen Getränken, denen ich an diesem Tag zugesprochen hatte, völlig betäubt, und das wurde mir zum Verhängnis. Ich erkläre ausdrücklich, daß ich bei meiner Verhaftung absolut außer Stande war, Widerstand zu leisten, daß ich kaum wußte, wie mir geschah“.
Anlässlich der Erwähnung des Jonathan Wild kommt der Ich-Erzähler ferner auf „die skandalöse Praxis des ’Diebefangens‘“ zu sprechen, wo Leute wie Wild über ihre Helfer zu Verbrechen anstifteten, um die Verbrecher dann zu denunzieren: „Die Diebefänger leben im Luxus und betreiben ihre Spitzelei im öffentlichen Auftrag. Sie, die täglich Dinge tun, für die sie rechtens mit dem Leben büßen sollten, sie, die den Galgen ebenso verdient haben wie die Diebe selbst, schicken ihre Beauftragten einmal im Monat nach Tyburn.“

## Hintergrund und Nachwirkung
„Daniel Defoe, der größte ’Verbrecherbiograph’ seiner Zeit“ schließt mit Ein Bericht über alle die Raubzüge, erfolgreichen Ausbruchsversuche &c. des John Sheppard an die non-fiktionale Verbrecher-Biografie Die Geschichte von dem denkwürdigen Leben des John Sheppard an, bei deren Erscheinen Sheppard noch flüchtig war. Gerade „noch zur rechten Zeit für Sheppards Hinrichtung“ veröffentlicht, übertraf der Absatz des Berichts bei weitem den Erfolg des Robinson Crusoe und erreichte „noch im gleichen Jahr acht Auflagen.“
Darüber hinaus prägte Defoes Text das allgemeine Sheppard-Bild, das sich unter anderem in der Figur des Macheath in John Gays The Beggar’s Opera (1728) niederschlug und somit in der Dreigroschenoper (1928) von Bertolt Brecht und Kurt Weill.

## Deutschsprachige Textausgabe
- Ein Bericht über alle die Raubzüge, erfolgreichen Ausbruchsversuche etc des JOHN SHEPPARD, in welchem eine genaue Beschreibung der Art und Weise gegeben wird, wie dieser seine wunderbare Flucht aus dem Kerker von Newgate bewerkstelligte. Von ihm selbst während seiner Gefangenschaft in der Middle-Stone-Zelle abgefaßt, nachdem er in der Drury Lane wieder aufgegriffen war. . In: Die Geschichte von dem denkwürdigen Leben des John Sheppard. Übersetzung Gertrud Baruch. Nachwort von Norbert Miller. Hanser, München 1968. S. 833–847, Nachwort von Miller u.d.T. Drei Flugschriften über John Sheppard und Johnathan Wild. Seite 891 bis 894.
- Der wahre & originale Bericht über das Leben & die Taten des verstorbenen JONATHAN WILD. Nicht aus Erfindungen und Gerüchten zusammengestoppelt, sondern seinen eigenen Äußerungen nachgeschrieben und aus den nachgelassenen Papieren seiner Feder zusammengestellt. Übersetzt von Gertrud Baruch. Nachwort von Norbert Miller. Hanser, München 1968. S. 849 bis 880. - Nachwort Miller 891–894. In:  Daniel Defoe: Moll Flanders, Colonel Jacques, Roxana, John Sheppard, Jonathan Wild. Romane Band 2.  Hrsg. Norbert Miller,  Carl Hanser, München 1968.

## Sekundärliteratur (Auswahl)
- Leah Orr: Crime and punishment. John Sheppard and A General History of the Pyrates. In: Leah Orr: Did the novel rise? Fiction and print culture in England 1690–1730. (Doktorarbeit.) Pennsylvania State University College of the Liberal Arts, University Park PA 2013. S. 308–312. pdf
- Aaron Skirboll: The thief-taker hangings. How Daniel Defoe, Jonathan Wild, and Jack Sheppard captivated London and created the celebrity criminal. Lyons Press, Guilford CT 2014. ISBN 978-0-7627-9148-4.
- Klára Škrobánková: Clapping to a criminal. The Jack Sheppard craze of the 1720s. In: Theory and Practice in English Studies. Jg. 10, 2021, Nr. 1. ISSN 1805-0859, S. 63–77. pdf